# Hemitomes congestum
Hemitomes congestum A.Gray – gatunek z monotypowego rodzaju roślin Hemitomes z rodziny wrzosowatych (Ericaceae). Występuje w zachodniej części Ameryki Północnej od Kolumbii Brytyjskiej poprzez Waszyngton i Oregon po Kalifornię. Rośnie w lasach iglastych i mieszanych od poziomu morza po 2700 m n.p.m. Kwitnie od końca wiosny do początku jesieni. Jest bezzieleniowym myko-heterotrofem pasożytującym na grzybach z rodzaju Hydnellum.

## Morfologia

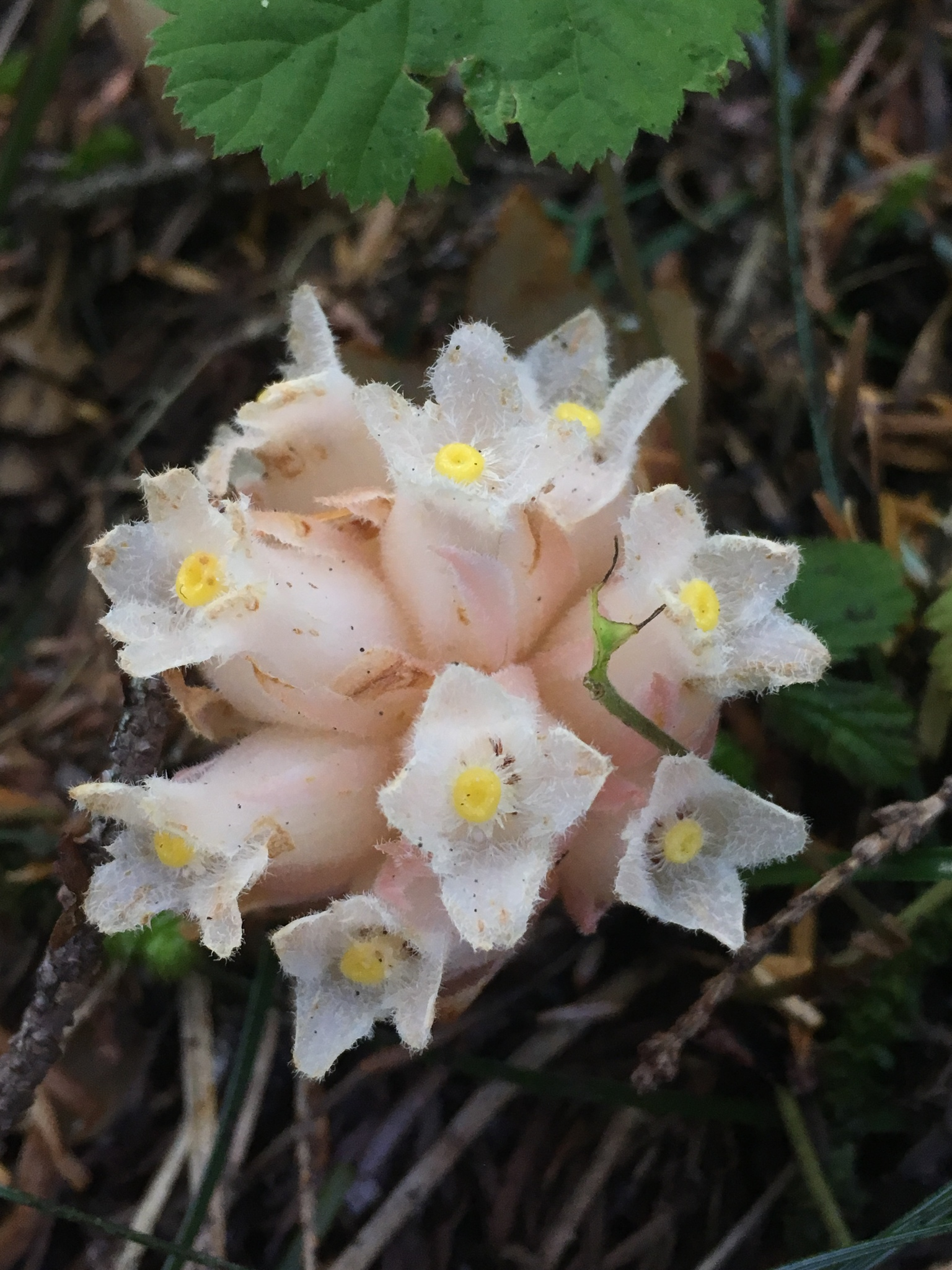
Kwiatostan z góry

PokrójRoślina bezzieleniowa, bez łodygi i liści – rozwijająca jedynie kwiatostan.
KwiatyZebrane we wzniesiony kwiatostan groniasty lub wierzchotkowaty o mięsistej, ale nie włóknistej osi o średnicy od 1 do 4 cm i osiągający od 2 do 10 cm wysokości. Kwiatostan jest nietrwały i zanika po rozsianiu nasion. Ma barwę kremową do różowej. Kwiaty są promieniste, rozwijają się na wzniesionych szypułkach, wydłużających się podczas owocowania, bez przysadek. Działki kielicha są nieobecne lub w liczbie 2–4, dwie boczne łódeczkowate, obejmują koronę, pozostałe płaskie, przylegające do korony. Płatki walcowato-dzwonkowatej korony są cztery, rzadziej jest ich 5, są kremowe lub różowe, od wewnątrz gęsto owłosione, od zewnątrz nagie, osiągają 12–18 mm długości. Pręciki w liczbie 8 schowane są w rurce korony. Nitki owłosione. Pylniki wydłużone, bez pazurków, wyprostowane w czasie kwitnienia. Zalążnia powstaje z 5 owocolistków, jednokomorowa, z tęgą szyjką słupka na szczycie z wgłębionym znamieniem.
OwocProsto wzniesiona mięsista jagoda o średnicy 1 cm, zawierająca 25–100 jajowatych i nieoskrzydlonych nasion.

## Systematyka
Pozycja systematyczna
Gatunek z monotypowego rodzaju roślin Hemitomes A. Gray, będącego jednym z kilku z plemienia Monotropeae z podrodziny Monotropoideae Arnott (syn. Hypopityaceae Link, Monotropaceae Nuttall, nom. cons., Pyrolaceae Lindley, nom. cons.) w obrębie rodziny wrzosowatych Ericaceae Jussieu z rzędu wrzosowców Ericales Dumortier.